# ポール・ニヒル
ポール・ニヒル（Vincent Paul Nihill、1939年9月5日 - ）は、イギリスの陸上競技選手。1964年東京オリンピックの男子50km競歩銀メダリストである。イングランド南東部エセックス・コルチェスター出身。

## 経歴
ニヒルは、1960年代から1970年代に活躍した競歩選手で、1964年東京オリンピックから4大会連続オリンピックに出場。初めて出場した東京オリンピックの50km競歩では、4時間11分31秒2で、イタリアのアブドン・パミッチに次いで銀メダルを獲得。4年後の1968年メキシコシティーオリンピックでも50km競歩に出場。しかし、海抜2240mの酸素が薄い高地で行われたレースでは、ゴールすることができず途中棄権した。
1969年のアテネで行われたヨーロッパ選手権では、20km競歩に出場し1時間30分48秒0で金メダルを獲得。2年後のヘルシンキのヨーロッパ選手権でも20km競歩に出場し、銅メダルを獲得している。
ニヒルは、1972年ミュンヘンオリンピックでは、20kmと50kmの両種目に出場。20km競歩では6位、50km競歩では9位となっている。そして、ニヒルにとって最後のオリンピックとなった1976年モントリオールオリンピックの20km競歩では30位であった。
ニヒルは、1967年からの35連勝を含め、現役だった1960年から1977年までの間に355勝という記録を残した。

## 自己ベスト
- 10000m競歩 - 42分34秒6 (1972年)
- 20km競歩 - 1時間24分50秒 (1972年)
- 50km競歩 - 4時間11分31秒 (1964年)

## 主な実績
| 年   | 大会                 | 場所                     | 種目     | 結果 | 記録           |
| ---- | -------------------- | ------------------------ | -------- | ---- | -------------- |
| 1963 | ワールドカップ競歩   | ヴァレーゼ(イタリア)     | 20km競歩 | 2位  | 1時間33分19秒  |
| 1964 | オリンピック         | 東京(日本)               | 50km競歩 | 2位  | 4時間11分31秒2 |
| 1968 | オリンピック         | メキシコシティ(メキシコ) | 50km競歩 | -    | DNF            |
| 1969 | ヨーロッパ陸上選手権 | アテネ(ギリシャ)         | 20km競歩 | 1位  | 1時間30分48秒0 |
| 1971 | ヨーロッパ陸上選手権 | ヘルシンキ(フィンランド) | 20km競歩 | 3位  | 1時間27分34秒8 |
| 1972 | オリンピック         | ミュンヘン(西ドイツ)     | 20km競歩 | 6位  | 1時間28分44秒4 |
| 1972 | オリンピック         | ミュンヘン(西ドイツ)     | 50km競歩 | 9位  | 4時間14分09秒4 |
| 1976 | オリンピック         | モントリオール(カナダ)   | 20km競歩 | 30位 | 1時間36分40秒4 |